# Dirty Sexy Money
Dirty Sexy Money är en Golden Globe-nominerad amerikansk tv-serie som sändes på ABC mellan 2007 och 2009, skapad av Craig Wright, som även är exekutiv producent för serien och producerad av Touchstone Television. 
Serien kretsar kring den unga advokaten Nick George (Peter Krause), som blir övertalad av Tripp Darling (Donald Sutherland), patriarken i familjen Darling, att ta över juristbyrån sedan hans far dött i en flygolycka.

## Produktion

### Ursprung
I juli 2006 hade skaparen Craig Wright skrivit klart manuset till pilotavsnittet av det pågående projektet, vilket gjorde att det amerikanska tv-bolaget ABC blev intresserade. Greg Berlanti, skaparen av dramaserien Everwood och den nuvarande tv-serien Eli Stone var verkställande direktör där han bad sin partner, Mickey Lindell att jobba tillsammans på projektet, som skedde på hans eget produktionsbolag Berlanti Television. Januari 2007 kom projektet att heta "Dirty Sexy Money", när ABC köpte in pilotavsnittet. Producenterna på TV-serien började leta efter frivilliga regissörer. Peter Horton blev det första personen som gick med på att regissera pilotavsnittet.

### Besättning
Den 6 februari 2007 fick Seth Gabel från Nip/Tuck rollen som Jeremy Darling. Han hade försökt att få en roll på Eli Stone, utan att lyckas. Senare i februari gick rollen som huvudrollsinnehavaren Nick George till Peter Krause från Six Feet Under. Fem dagar senare fick Glenn Fitzgerald rollen som Brian Darling, följt av Natalie Zea och flerfaldigt Oscar-nominerade Jill Clayburgh, som fick rollerna Karen och Letitia Darling. Samaire Armstrong, respektive Zoe McLellan fick rollerna som Juliet Darling och Nick George den 22 februari 2007. Rollerna som Patrick Darling och Tripp Darling återstod och gick till William Baldwin och Donald Sutherland.

### Musiken
Dirty Sexy Money har haft kända band från USA, Storbritannien och även Sverige. Josey Scott, sångaren i postgrunge-bandet Saliva framförde TV-seriens titelmelodi med låten "Ladies And Gentlemen". 
Några exempel på andra band som bidragit med musik till serien är det brittiska rockbandet Coldplay, som framförde låten "Viva la Vida" i det sista avsnittet, "The Nutcracker", Explosions in the Sky med låten "Your Hand In Mine", The Fall med låten "Cruisers Creek" och Stereophonics med "It Means Nothing". 
I pilotavsnittet framförde det amerikanska rapcore-bandet Rage Against the Machine, tillsammans med det svenska indierock-bandet Peter Bjorn and John låtarna "Wake Up" och "Young Folks".

## Handling

### Säsong 1
Advokaten Nick George står på bryggan och ser att hans fars båt har kraschats. Som liten avskydde han sin far, för att han tillbringade all sin tid med den rika familjen Darling, där Nicks mor fick ta hand om honom hela tiden. Nick, som nu är vuxen, lovar sin nuvarande fru, Lisa, att inte gå i sin fars fotspår. 
Men patriarken Tripp ger Nick ett erbjudande, som han inte kan tacka nej till. Nick accepterar jobbet bara för att ta reda på vad som verkligen hände med hans far. Nick blir erbjuden flera miljoner dollar för att lösa familjens juridiska problem, men senare visar det sig att han måste vara assistent åt dem och hjälpa till med sönernas problem. Till exempel behöver politikern Patrick hjälp med att slippa sin transsexuella kvinna Carmelita, dottern Karen får hjälp med att hitta den perfekta mannen, Brian får hjälp med att få vårdnaden om sin son, Jeremy med att få ett jobb och Juliet med fester.
Nick fortsätter att ta reda på vad som hände med hans far, genom att åka till Italien och hämta en flaska vin hos en man vid namn Harold Templeton, som Nicks far kände i avsnittet "The Chiavennasca". Han tar med sig Lisa och lovar henne att de kommer att vara ensamma tillsammans, men redan när de är framme vid flygplatsen är Karen och hans pojkvän Freddie också där. På en kafé i Italien blir Lisa arg på Nick, när Karen avslöjar att de var tillsammans när de var tonåringar. Fast Lisa sett Nick ha ett förhållande med Karen, vägrar hon att lämna honom.
Nick får möta rivalen Simon Elder i en bil i början av avsnittet "The Italian Banker". Vid en pokertävling i Tripps yacht vinner Simon en av Tripps byggnader, som visar sig vara Darling Hotel Plaza där Patrick föddes. Senare i avsnittet "The Wedding" lämnar Patrick sin far på grund av att han inte får bestämma över sitt eget liv, för att bo i en av Simons bostäder. Simon berättar för Nick att han vill förstöra Tripps planer och göra Manhattan till en bättre plats genom att riva Darling Hotel Plaza. Detta leder till att Tripp blir arg och ber Nick att krossa Simon. I avsnittet "The Country House" bjuder Tripp in Simon till sin herrgård på landet för att försöka få tillbaka sin son Patrick. Det slutar med att Tripp avslöjar hemligheten om att Simons föräldrar jobbade för honom. 
I avsnittet "The Watch" avslöjas hemligheter där man får se tillbakablickar, då Nicks far Delvin "Dutch" George har ett förhållande med Letitia, som slutar med att han lämnar henne på grund av att hon ljög för honom. Senare blir Nick också arg på honom på grund av att han är släkt med familjen Darling och att det var Nicks fars fel. Vid slutet av avsnittet får Nick reda på att Brian är hans bror.

## Huvudkaraktärer
I tv-serien får man se figurer som har olika problem, som deras nya advokat Nick George måste lösa. Till exempel har Patrick Darling ett förhållande med en transsexuell, som vägrar lämna honom, vilket kan förstöra hans karriär i politiken. Advokaten Nick, patriarken Tripp, politiken Patrick och matriarken Letitia är några av de viktigaste rollerna i serien. 
En lista över huvudrollsinnehavarna i serien:
Nick George
- En ung advokat och son till Delvin "Dutch" George, som en gång arbetade som advokat för den rika familjen Darlings juristbyrå, tills han omkommer i en flygolycka. Detta leder till att Nick får ta över familjens juristbyrå. I pilotavsnittet när han börjar jobba i juristbyrån tror Nick att han fått drömjobbet, men senare upptäcker han att han måste lösa familjen Darlings problem, istället för att lösa deras juridiska affärer. Nick får även reda på att hans far hade en kärleksaffär med Letitia Darling och tror att hans fars död inte var en olycka. I avsnittet "The Watch" visar det sig att Nick är släkt med familjen Darling och att Brian är hans bror. Han har en fru och dotter, Lisa George och Kiki George.

Tripp Darling
- En 60-årig rik affärsman som gillar att dricka vin. Han är direktör på Darling Enterprises och äger flera vingårdar och hus runt om i världen, inklusive den i Upper East Side i New York, och är även patriarken i familjen Darling. Hans rival är Simon Elder, som också är miljonär. I avsnittet "The Wedding" lämnar hans son Patrick honom för att bo i ett av Simon Elders hus, på grund av att han inte får bestämma över sitt eget liv själv, och vill vara tillsammans med sin hemliga älskare, Carmelita. I slutet av avsnittet vill Tripp få bort Simon och ger Nick uppdraget. Han och hans fru Letitia har tillsammans fem söner, Patrick, Karen, Brian, Jeremy och Juliet, varav en i avsnittet "The Game" visar sig inte vara Tripps.

Letitia Darling
- Tripps fru som jobbar som socialite i New York. Hon är matriarken i familjen Darling, vilka är goda vänner med familjen Vanderbilt. I en tillbakablick i avsnittet "The Watch" avslöjades att hon hade ett förhållande med Nicks far, Delvin "Dutch" George, som lämnade henne på grund av att hennes lögner. Efter att ha skiljts från Freddy, bestämmer Letitia sig för att hjälpa sin dotter Karen att få Nick.

Patrick Darling
- En 40-årig man som är en skicklig politiker och vill bli senator genom att ställa upp i senatorvalet. Han är äldsta barnet i familjen och är gift med Ellen Darling, de har tillsammans två barn, men han har en hemlig älskare, en transsexuell vid namn Carmelita, som kan hota hans karriär och få honom att förlora sin fru. I avsnittet "The Wedding" erkänner Patrick för Ellen att han haft en affär med sin hemlige älskare. Detta leder till att Ellen vill att Carmelita ska hålla sig undan för honom. Han har två systrar, Karen och Juliet, en bror, Jeremy och en halvbror, Brian.

Karen Darling
- En 30-årig kvinna och dotter till Tripp och Letitia som sköter familjens stiftelse. Hon har varit gift fyra gånger, det har dock inte avslöjats vilka de första två är, men i pilotavsnittet dejtade hon pojkvännen Freddy Mason. I avsnittet "The Game" trodde Karen att hon var skild från Sebastian Fleet, hennes tredje make, men det visade det sig att han aldrig skrev på skilsmässopapperet. I avsnittet "The Wedding" gifte sig äntligen Karen och Freddy, men skiljdes efter bröllopet på grund av att Karen egentligen var kär i Nick.

Brian Darling
- En 30-årig präst som är medlem i den amerikanska episkopalkyrkan. Han är gift med Mei Ling Hwa Darling, som i avsnittet "The Bridge" får reda på att han tidigare haft en kärleksaffär med en hemlig kvinna, vilket leder till att hon vill skiljas. Tillsammans har de en adopterad pojke, Brian Jr. Brian avskydde Nick när han var liten, och hatar honom idag fortfarande även som vuxen, på grund av att Nicks far försökte stjäla pengar från familjen Darling, och Brian känner att Nick skulle kunna göra samma sak.

Jeremy Darling
- En 20-årig man som är tvilling med Juliet och yngste mannen i familjen Darling. Han gillar att dricka Cola och att röka. Han har försökt att få hjälp från Nick, utan att lyckas. Han är rädd att han är den sämsta barnet som familjen nånsin haft, och att hans far hatar honom. I avsnittet "The Lions" hade Jeremy Darling en hemlig kärleksaffär med Juliets ärkefiende och ovän, Natalie Kimpton, utan att Juliet vet detta. I avsnittet "The Bridge" blir Jeremy och Juliet osams, vilket leder till att de börjar överträffa varandra med sina fester, där Jeremys fest är på Brooklyn Bridge, medan Juliets fest är hos familjen Darling. Det slutar med att Natalie och Jeremy skiljs från varandra efter att Natalie låtsas vara gravid i avsnittet "The Chiavennasca", för att få honom att gifta sig med honom. I avsnittet "The Wedding" hittar Jeremy en ny kärlek, Sofia Montoya, som försökte lämna honom i avsnittet "The Watch", på grund av att han inte har några drömmar, men Jeremy lyckas att hålla henne kvar genom att ljuga och säga att han är konstnär.

Juliet Darling
- En bortskämd 20-årig kvinna som var skådespelare i pilotavsnittet, men fick sparken vid en provspelning på grund av sitt dåliga spel. Hon är den yngsta kvinnan i familjen. Sedan hennes ärkefiende, Natalie, kommit ihop sig med hennes tvillingbror Jeremy, blir de senare vänner med varandra igen vid slutet av avsnittet "The Wedding", när Natalie avslöjar i en radiostation att hon vill bli vän med henne igen.

## Avsnittsguide
Se Lista över Dirty Sexy Money-avsnitt

## Priser
Dirty Sexy Money har hittills samlat ihop fem nomineringar, en GLAAD Media Award (Genrepris), Golden Globe-nominering, en Image Award samt en Young Artist Award. 
Följande tabell visar vilka skådespelarpriser serien fått:  
| Pris                                                                             | Skådespelare      |
| -------------------------------------------------------------------------------- | ----------------- |
| Golden Globe: Bästa manliga biroll i en tv-serie, miniserie eller tv-film (2008) | Donald Sutherland |
| Image Award: Bästa manliga biroll (2008)                                         | Blair Underwood   |
| Young Artist Award: Bästa manliga gästskådespelare i en dramaserie (2008)        | Will Shadley      |
| Young Artist Award: Bästa kvinnliga gästskådespelare i en dramaserie (2008)      | Chloe Moretz      |

## Sändning
Serien hade först premiär på ABC, som småningom började visas runt om i nästan hela världen. I Sverige har serien sänts på Kanal 5 med svensk text med premiär den 10 april 2008.

## Mottagande
Dirty Sexy Money har fått mest positiva recensioner. På IMDb har 176 röster gett serien genomsnittsbetyget 8.2. På Metacritic hade 26 recensioner av serien gett filmen positiva omdömen.
På USA Today skrev skribenten Robert Bianco ungefär så här:
| ”                          | När din titel låter bra, är dock tv-serien bättre. Ingen tv-serie den här säsongen har haft det bättre än Dirty Sexy Money. Manusförfattarna sänker hela såpopera-genren till underhållningen: jakten på sex och pengar. Sutherland, Clayburgh och Baldwin skulle vara nog på den negativa sidan, medan Krause är kärnan för fansen som älskade Six Feet Under. Men i Dirty Sexy Money är Krause för långsam för att knyta ihop tv-serien tillsammans. Den andra avsnittet i tv-serien är bra, men det var den tredje som var starkare. Berättelsen i serien är bättre och Krause är mycket bättre här. Dirty kan bli bättre om bara serien hade bättre karaktärsutveckling. | „ |
| – Robert Bianco, USA Today | |   |

## Hemvideoutgåvor
Den första säsongen av Dirty Sexy Money släpptes på DVD den 16 september 2008 i USA. I paketet ingår alla 10 avsnitt från säsong ett, kommentarer från skaparen Craig Wright och huvudrollsinnehavarna i serien, borttagna scener, med mera. Därefter har även den andra säsongen släppts på dvd. Båda säsongerna finns utgivna i region 1 och 2.

## Övrigt
- Några skådespelare byttes ut efter pilotavsnittet. Elle Fanning, som spelade Kiki George, ersattes av

Chloe Moretz. Brooke Smith, som spelade Andrea Smithson ersattes av Sheryl Lee.

### Fotnoter
1. ↑  ”Dirty Sexy Money” (på engelska). TV.Com. Arkiverad från originalet den 2 januari 2017. https://web.archive.org/web/20170102033738/http://www.tv.com/shows/dirty-sexy-money/. Läst 26 januari 2017.